# Iazavni, Ratne
Iazavni (în ucraineană Язавні) este un sat în comuna Samarî din raionul Ratne, regiunea Volînia, Ucraina.

## Demografie
Componența lingvistică a localității Iazavni
     Ucraineană (99,46%)
     Alte limbi (0,54%)
Conform recensământului din 2001, majoritatea populației localității Iazavni era vorbitoare de ucraineană (99,46%), existând în minoritate și vorbitori de alte limbi.